# 北広島市立西の里中学校
北広島市立西の里中学校（きたひろしましりつにしのさとちゅうがっこう）は、北海道北広島市西の里にある公立中学校である。

## 沿革
- 1951年（昭和26年）9月 - 広島村立東部中学校西の里分校として開校。
- 1960年（昭和35年）4月 - 西の里中学校として独立（西の里小学校に併置）。
- 1968年（昭和43年）9月 - 広島村の町制施行により、広島町立西の里中学校と改称。
- 1969年（昭和44年）1月 - 新校舎に移転。
- 1970年（昭和45年）
  - 1月 - 特殊学級1学級認可。
  - 10月 - 体育館新築工事開始。
  - 11月 - 校歌制定、開校10周年記念式典挙行。
- 1980年（昭和55年）
  - 5月 - 西の里中学校同窓会発足。
  - 9月 - 開校20周年記念式典挙行
- 1989年（平成元年）2月 - 体育館新築完成。
- 1990年（平成2年）9月 - 開校30周年記念式典挙行。
- 1994年（平成6年）12月 - プレハブ音楽教室・音楽準備室完成。
- 1996年（平成8年）
  - 5月 - コンピューター室完成（22台設置）。
  - 9月1日 - 広島町の市制施行（施行後は「北広島」に改称）により、北広島市立西の里中学校と改称。
- 2000年（平成12年）2月 - 新教育目標制定。
- 2001年（平成13年）6月 - 給食調理棟完成、グラウンド造成工事開始。
- 2002年（平成14年）6月 - 学校給食開始。
- 2007年（平成19年）3月 - 新プレハブ音楽・技術・美術教室完成。
- 2010年（平成22年）3月 - 増築新校舎完成。
- 2011年（平成23年）7月 - 開校50周年記念行事中庭植樹。
- 2013年（平成25年）1月 - コンピューター室ノートパソコン入れ替え、無線LAN整備。
- 2015年（平成27年）
  - 5月 - プレハブ校舎撤去完了。
  - 12月 - 校務用パソコン入替。
- 2016年（平成28年）
  - 1月 - 体育館非構造物耐震化工事終了。
  - 10月 - 体育館大規模改修工事完了。
- 2017年（平成29年）
  - 石狩管内ふるさとキャリア教育推進事業  （西の里小　北広島西高等学校　合同）
- 2020年（令和2年）10月 - 石教研学校課題研究発表会（西の里小　合同）
- 2021年（令和3年）
  - 3月 - 石狩管内教育実践奨励表彰
  - 4月 - 北海道ふるさと教育・観光教育等推進事業（北方領土 協力校）
- 2022年（令和4年）4月 - 北海道ふるさと教育・観光教育等推進事業（北方領土 協力校）

## 教育目標
- 賢く…自ら考え学び続ける生徒
- 優しく… 豊かな感性と想像性を培う生徒
- たくましく…しなやかな心と体を鍛える生徒

## 在籍者数
| 学年 | 1年 | 2年 | 3年 | ポプラ （特別支援） | 合計 |
| ---- | --- | --- | --- | ------------------- | ---- |
| 学級 | 2   | 2   | 2   | 3                   | 9    |
| 生徒 | 59  | 54  | 65  | 7                   | 185  |

- 2024年（令和6年）9月6日時点。

## 通学区域
- 西の里（国有林除く）・西の里東・西の里北・西の里南・虹ヶ丘[1]

## 周辺
- 札幌日本大学高等学校総合グラウンド
- 野幌森林公園
- 国道274号

## アクセス
- JR北海道バス「大33系統」・「大34系統」・「大35系統」・「新34系統」で、「椴山」バス停下車後、徒歩約590m・約9分。